# Petra Wunderlich
Petra Wunderlich (* 1954 in Gelsenkirchen) ist eine deutsche Fotokünstlerin aus Düsseldorf.

## Leben
Petra Wunderlich studierte von 1975 bis 1985 Malerei an der École nationale supérieure des beaux-arts de Paris. Von 1985 bis 1988 studierte sie Fotografie als Meisterschülerin bei Bernd Becher an der Kunstakademie Düsseldorf. Wunderlich ist Teil der ersten Schülergeneration der Düsseldorfer Photoschule. 1987 erhielt sie das Arbeitsstipendium der Stiftung Kunstfonds und 1988 das Karl-Schmidt-Rottluff-Stipendium. Wunderlich lebt und arbeitet in Düsseldorf und New York.

## Werk
Kirchenbauten und Steinbrüche sind zentrale Themen in Wunderlichs Werk. Wunderlich fotografiert stets schwarz-weiße Querformate. Außerdem sind ihre Werke stets menschenleer.
Die Steinbrüche in Carrara fotografiert sie seit den 1980er Jahren und Solnhofen seit den 1990er Jahren. Sie ermöglichen einen Blick auf Gesteinsschichten, welche die Kunst- und Architekturgeschichte abbilden, haben doch die großen Meister wie Michelangelo ihre Steine aus Carrara bezogen, aber auch Architekten und Baumeister seit dem römischen Reich.
Auch für die Kirchen bildet Stein das Ausgangsmaterial. In frühen Arbeiten fotografiert Wunderlich die Kirchen frontal und stark angeschnitten, zeigt sie nie als gesamten Baukörper. Diese formale Strenge wird später durch das Zeigen von verschiedenen Baukörpern, deren Zusammenspiel gezeigt wird, gebrochen. Für die Serie mapping (1994–1998) fotografierte Petra Wunderlich die vielen Freikirchen in Brooklyn. Sie macht sichtbar, wie durch die Gestaltung der Fassaden mit Schrift und religiösen Zeichen die verschiedenen ethnischen Gruppen dem Stadtbild ihre eigene Religion und Ästhetik einschreiben und uniforme Betonkästen in religiöse Orte verwandeln. Von 1995 bis 2015 fotografierte Petra Wunderlich eine Serie von Synagogen in New York City, welche erstmals unter dem Titel „Common Ground“ in der Galerie Bernhard Knaus Fine Art, Frankfurt, gezeigt wurde.

## Ausstellungen (Auswahl)
- 2024 La Plaiv, Bernhard Knaus Fine Art, Frankfurt[6]
- 2022  Zuoz, Galerie Tschudi, Zuoz
- 2020 Silver Lining, Bernhard Knaus Fine Art, Frankfurt[7]
- 2017 Photographs Become Pictures – Städelsches Kunstinstitut, Frankfurt/Main
- 2017 Petra Wunderlich – Stefan Gritsch, Bernhard Knaus Fine Art, Frankfurt[8]
- 2016 Der typologische Blick – Ausstellung für Hilla Becher, SK Stiftung Kultur, Cologne
- 2016 With A Touch Of Pink – With A Bit Of Violet – With A Hint Of Green – Dorothee Fischer – In Memoriam, Konrad Fischer Galerie, Düsseldorf
- 2016 In Deutschland: Reloaded (II), kuratiert von Wilhelm Schürmann, Kicken Berlin, Berlin
- 2014 Compilation Places, Galerie Tschudi, Zuoz
- 2014 Von Hier Bis Jetzt, Kunstraum Düsseldorf, Düsseldorf
- 2013 Common Ground, Bernhard Knaus Fine Art, Frankfurt am Main[9]
- 2013 No-Men`s land – 7 Positionen zeitgenössischer Fotografie, Neuer Kunstverein Aschaffenburg, Aschaffenburg
- 2011 Die Erfindung der Wirklichkeit – Photographie an der Kunstakademie Düsseldorf von 1970 bis haute, Akademie-Galerie, Die Neue Sammlung, Düsseldorf
- 2010 Compilation, Daniele Buetti, Petra Wunderlich, Marcel Odenbach, Lawrence Weiner, Ayşe Erkmen, u. a., Bernhard Knaus Fine Art, Frankfurt Am Main
- 2009 Galerie Tschudi, Zuoz
- 2009 Schirmer Mosel Showroom, München
- 2008 Galerie Tschudi, Zuoz
- 2008 Musée d’art moderne de la Ville de Paris, Paris, Frankreich
- 2006 Orchard, New York City (zusammen mit Zoe Leonard)
- 2004 Manzana della Rivera, Asuncion, Paraguay
- 2004 Centro Cultural Parque des Espana, Argentinien
- 2004 Facultad de Arquitectura, San Juan, Argentinien
- 2004 Museo Provincial de Bellas Artes, Cordoba, Argentinien
- 2004 Museo de Arte Moderno de Buenos Aires, Argentinien
- 2004 Galerie Tschudi, Glarus
- 2003 DAAD Galerie, Berlin
- 2002 Galerie Tschudi, Glarus
- 2001 Schirmer/Mosel Showroom, München
- 2000 Galerie Konrad Fischer, Düsseldorf
- 1999 Galerie Konrad Fischer, Düsseldorf
- 1998 Kunstverein für die Rheinlande und Westfalen, Düsseldorf
- 1998 Mazedonisches Museum für Zeitgenössische Kunst, Thessaloniki
- 1998 Galerie Konrad Fischer, Düsseldorf
- 1996 Galerie Konrad Fischer, Düsseldorf
- 1995 Badischer Kunstverein, Karlsruhe
- 1995 Neues Museum Weserburg, Bremen
- 1995 Museum Wiesbaden (Nassauischer Kunstverein)
- 1995 California Museum of Photography, Los Angeles
- 1995 Gallery of Contemporary Art, Washington D. C.
- 1993 Galerie Konrad Fischer, Düsseldorf
- 1991 Förderkoje Art Cologne, Köln
- 1991 Westfälischer Kunstverein, Münster
- 1990 Akademie der Künste München
- 1990 Galerie Konrad Fischer, Düsseldorf
- 1987 Büro Orange, München
- 1985 Galerie Rüdiger Schöttle München